# ناتالیا استرونیکووا
ناتالیا استرونیکووا (انگلیسی: Natalya Strunnikova؛ زادهٔ ۱۴ مارس ۱۹۶۴) شناگر اهل اتحاد جماهیر شوروی سوسیالیستی بود.